# Eric Cunningham
Eric Gordon Cunningham (ur. 14 kwietnia 1949 w Hamilton, zm. 1 stycznia 2015 w Huntsville) – kanadyjski polityk.

## Działalność
Eric Gordon Cunningham studiował na Uniwersytecie Zachodniego Ontario i Uniwersytecie McMaster. W tym okresie pracował jako dyrektor biura reklamy. Założył Stowarzyszenie Nowe Liberalne Ontario za co otrzymał w 1968 jedną z lokalnych nagród.
W 1974 z ramienia Liberalnej Partii Kanady kandydował w wyborach do Izby Gmin. Przegrał o 668 głosów z kandydatem Progresywno-Konserwatywnej Partii Kanady. W 1975 zdobył mandat w lokalnych wyborach do Parlamentu Ontario uzyskując 1977 głosów. W 1981 uzyskał reelekcję. W 1984 spektakularnie przegrał o mandat.
Od 1999 pracował na stanowisku dyrektora rozwoju w United Water. Do śmierci angażował się w prace Liberalnej Partii Ontario.